# Ptinella atrata
Ptinella atrata es una especie de escarabajo del género Ptinella, tribu Ptinellini, familia Ptiliidae. Fue descrita científicamente por Johnson en 1975.

## Descripción
Posee un cuerpo completamente negro, patas y antenas de color marrón amarillento.

## Distribución
Se distribuye por Nueva Zelanda.